# Мангут (Забайкальский край)
Мангут — село в Кыринском районе Забайкальского края России. Административный центр и единственный населённый пункт сельского поселения «Мангутское».

## География
Село находится в восточной части района, на левом берегу реки Онон, на расстоянии примерно 49 километров (по прямой) к востоку-северо-востоку (ENE) от села Кыра. Абсолютная высота — 805 метров над уровнем моря.
Климат
Климат характеризуется как резко континентальный, с продолжительной холодной зимой и относительно жарким и влажным летом. Средняя температура самого тёплого месяца (июля) составляет 12 — 18 °С. Средняя температура самого холодного месяца (января) — −22 — −24 °С Годовое количество осадков — около 350 мм.
Часовой пояс
Село Мангут находится в часовой зоне МСК+6. Смещение применяемого времени относительно UTC составляет +9:00.

## История
Основано в 1728 году как пограничный караул. В период с 1851 по 1872 годы являлось центром станицы  Мангутской Акшинского уезда. В 1872—1918 гг. в составе 2-го отделения Забайкальского казачьего войска.

## Население
| 1989  | 2002  | 2010  | 2012  | 2013  | 2014  | 2015  |
| ----- | ----- | ----- | ----- | ----- | ----- | ----- |
| 2962  | ↘2286 | ↘2169 | ↘2161 | ↘2149 | ↘2137 | ↗2164 |
| 2016  | 2017  | 2018  | 2019  | 2020  | 2021  |       |
| ↘2162 | ↘2134 | ↗2140 | ↘2114 | ↘2060 | ↘1888 |       |

Половой состав
По данным Всероссийской переписи населения 2010 года в гендерной структуре населения мужчины составляли 50,6 %, женщины — соответственно 49,4 %.
Национальный состав
Согласно результатам переписи 2002 года, в национальной структуре населения русские составляли 96 % из 2286 чел.

## Инфраструктура
В селе функционируют средняя общеобразовательная школа, ПТУ, два детских сада, музыкальная и спортивная школы, дом культуры, школьный краеведческий музей, две библиотеки и сельская участковая больница.

## Улицы
Уличная сеть села состоит из 7 улиц и 12 переулков.